# اچ‌ام‌اس هیلدرشام (ام۲۷۰۵)
اچ‌ام‌اس هیلدرشام (ام۲۷۰۵) (به انگلیسی: HMS Hildersham (M2705)) یک کشتی بود که طول آن ۱۰۶ فوت ۶ اینچ (۳۲٫۴۶ متر) بود. این کشتی در سال ۱۹۵۴ ساخته شد.